# Long (Familienname)
Long ist ein Familienname.

## Namensträger

### A
- Aaron Long (* 1992), polnisch-US-amerikanischer Fußballspieler
- Alex Long (* 1979), britischer Klassischer Philologe und Philosophiehistoriker
- Alexander Long (1816–1886), US-amerikanischer Politiker
- Aljoscha A. Long (* 1961), deutscher Schriftsteller, Psychologe und Philosoph
- Allie Long (* 1987), US-amerikanische Fußballspielerin
- Anthony A. Long (* 1937), britischer und naturalisierter US-amerikanischer Altphilologe und Philosophiehistoriker
- Ashley Long (* 1979), britische Pornodarstellerin
- Audrey Long (1922–2014), amerikanische Schauspielerin
- Austin Long (1936–2010), US-amerikanischer Geowissenschaftler

### B
- Barrett Long (Pornodarsteller) (auch Steve Turbo; * 1982), US-amerikanischer Pornodarsteller
- Barrett Long (Rennfahrer) (* 1984), US-amerikanischer Motorradrennfahrer
- Barry Long (Lehrer) (1926–2003), australischer Lehrer und Autor
- Barry Long (Eishockeyspieler) (Barry Kenneth Long; * 1949), kanadischer Eishockeyspieler, -trainer und -scout
- Basil Somerset Long (1881–1937), britischer Kunsthistoriker
- Bernardo Long (* 1989), uruguayischer Fußballspieler
- Bethany Hall-Long (* 1963), US-amerikanische Politikerin
- Bill Long (1932–2010), irischer Schriftsteller und Rundfunksprecher
- Billy Long (* 1955), US-amerikanischer Politiker
- Boaz Walton Long (1876–1962), US-amerikanischer Diplomat
- Bob Long (Footballspieler, 1922) (* 1922), US-amerikanischer Footballspieler
- Bob Long (Footballspieler, 1934) (* 1934), US-amerikanischer Footballspieler
- Bob Long (Footballspieler, 1942) (* 1942), US-amerikanischer Footballspieler
- Bob Long (Baseballspieler) (* 1954), US-amerikanischer Baseballspieler
- Breckinridge Long (1881–1958), US-amerikanischer Diplomat

### C
- Cameron Long (* 1988), US-amerikanischer Basketballspieler
- Catherine Small Long (1924–2019), US-amerikanische Politikerin
- Charles Chaillé-Long (1842–1917), US-amerikanischer Afrikareisender
- Charlotte Long (1965–1984), britische Schauspielerin
- Chester I. Long (1860–1934), US-amerikanischer Politiker
- Chris Long (Footballspieler) (Christopher Howard Long; * 1985), US-amerikanischer American-Football-Spieler
- Chris Long (Regisseur), britischer Filmregisseur und Produzent
- Chris Long (Fußballspieler) (Christopher Michael Long; * 1995), englischer Fußballspieler
- Christopher Long (Historiker) (Christopher Alan Long; * 1957), US-amerikanischer Historiker und Architekturhistoriker
- Christopher Long (Filmemacher), Filmregisseur, Drehbuchautor, Produzent, Schauspieler und Komponist
- Christopher Long (Golfspieler) (Hurly Long; * 1995), deutscher Golfspieler
- Clarence Long (1908–1994), US-amerikanischer Politiker
- Colin Long (Tennisspieler) (1918–2009), australischer Tennisspieler
- Colin Long (Eishockeyspieler) (* 1989), US-amerikanischer Eishockeyspieler und -trainer
- Crawford W. Long (1815–1878), US-amerikanischer Arzt und Anästhesiepionier

### D
- Dallas Long (1940–2024), US-amerikanischer Kugelstoßer
- Dang Ngoc Long (* 1957), vietnamesischer Komponist und Gitarrist
- Danny Long (1939–2022),  US-amerikanischer Jazzmusiker
- Long Daoyi (* 2003), chinesischer Wasserspringer
- David Long (* 1998), US-amerikanischer American-Football-Spieler
- Devan Chandler Long (* 1983), US-amerikanischer Schauspieler

### E
- Earl Long (1895–1960), US-amerikanischer Politiker
- Edouard Long (1868–1929), Schweizer Mediziner
- Edward Long (Historiker) (1734–1813), britischer Historiker
- Edward Henry Carroll Long (1808–1865), US-amerikanischer Politiker
- Edward V. Long (1908–1972), US-amerikanischer Politiker
- Eddie Long (1953–2017), US-amerikanischer Geistlicher
- Edwin Long (1829–1891), britischer Maler
- Esmond R. Long (1890–1979), US-amerikanischer Biochemiker und Pathologe

### F
- Fiddlin’ Sam Long (1876–1931), US-amerikanischer Musiker
- Francis Long (1852–1916), deutsch-amerikanischer Polarforscher und Meteorologe
- Frank Belknap Long (1901–1994), US-amerikanischer Autor

### G
- George Long (Altphilologe) (1800–1879), englischer Altphilologe und Altertumswissenschaftler
- George Long (Fußballspieler) (* 1993), englischer Fußballspieler
- George Merrick Long (1874–1930), australischer Armeegeneral und anglikanischer Bischof
- George S. Long (1883–1958), US-amerikanischer Politiker
- Gillis William Long (1923–1985), US-amerikanischer Politiker

### H
- Hali Long (* 1995), US-amerikanisch-philippinische Fußballspielerin
- Heidi Long (* 1996), britische Ruderin
- Henry F. Long (1883–1956), US-amerikanischer Politiker der Republikanischen Partei
- Howie Long (* 1960), US-amerikanischer American-Football-Spieler
- Huey Long (1893–1935), US-amerikanischer Politiker
- Huey Long (Jazzmusiker) (1904–2009), US-amerikanischer Musiker
- Hurly Long (* 1995), deutscher Golfspieler, siehe Christopher Long (Golfspieler)

### J
- Jacob E. Long (1880–1955), US-amerikanischer Politiker
- Jake Long (* 1985), US-amerikanischer American-Football-Spieler
- James Long, 2. Baronet (1617?–1692), englischer Politiker
- James Long, 5. Baronet (1682–1729), englischer Politiker
- James Long (Linguist) (1814–1887), englischer Missionar, Linguist und Übersetzer
- James Long (1870–1932), australischer Politiker
- James A. Long (1898–1971), US-amerikanischer Theosoph
- James D. Long (* 1948), US-amerikanischer Science-Fiction-Schriftsteller
- Jane Long, Energie- und Klimawissenschaftlerin
- Jefferson F. Long (1836–1901), US-amerikanischer Politiker
- Jessica Long (* 1992), US-amerikanische Paralympics-Siegerin im Schwimmen
- Jill Long (* 1952), US-amerikanische Politikerin, siehe Jill Long Thompson
- Jim Long (* 1968), kanadischer Dartspieler
- Jin Long (* 1981), chinesischer Snookerspieler
- Long Jinbao (* 2000), chinesischer Speedkletterer
- John Long (Politiker) (1785–1857), US-amerikanischer Politiker (North Carolina)
- John Long (Kletterer) (* 1953), US-amerikanischer Sportkletterer und Autor
- John Long (Basketballspieler) (* 1956), US-amerikanischer Basketballspieler
- John Long (Maler) (1964–2016), irischer Maler
- John A. Long (* 1957), australischer Paläontologe
- John B. Long (1843–1924), US-amerikanischer Politiker (Texas)
- John D. Long (1838–1915), US-amerikanischer Politiker (Massachusetts)
- John G. Long (1846–1903), US-amerikanischer Diplomat
- John Harper Long (1856–1918), US-amerikanischer Chemiker
- John Luther Long (1861–1927), US-amerikanischer Jurist und Schriftsteller
- Justin Long (* 1978), US-amerikanischer Schauspieler

### K
- Kathleen Long (1896–1968), englische Pianistin und Musikpädagogin
- Kevin Long (* 1990), irischer Fußballspieler
- Key Long, israelische Drag Queen
- Kieran Long, britischer Journalist und Kurator
- Kyle Long (* 1988), US-amerikanischer American-Football-Spieler

### L
- Larry Long (* 1947), US-amerikanischer Jurist und Politiker
- Leonard Long († 2013), australischer Maler
- Lewis M. Long (1883–1957), US-amerikanischer Politiker
- Lionel Long (1939–1989), australischer Country- und Folksänger
- Lois Long (1901–1974), US-amerikanische Kolumnistin
- Loretta Long (* 1938), US-amerikanische Schauspielerin
- Luz Long (1913–1943), deutscher Leichtathlet

### M
- Marguerite Long (1874–1966), französische Pianistin
- Marie Long-Landry (1877–1968), französische Ärztin
- Matt Long (Matthew Long; * 1980), US-amerikanischer Schauspieler
- Matthew Long (Ruderer) (* 1975), australischer Ruderer
- Matthew Gordon Long (* 1982), kanadischer Drehbuchautor, Regisseur und Filmproduzent
- Maxie Long (1878–1959), US-amerikanischer Leichtathlet
- McKenzie Long (* 2000), US-amerikanische Sprinterin
- Mel Long (* 1946), US-amerikanischer Footballspieler
- Mel Long jr., US-amerikanischer American-Football-, Canadian-Football- und Arena-Football-Spieler
- Melville H. Long (1889–1969), US-amerikanischer Tennisspieler
- Muni Long (* 1988), US-amerikanische Musikerin

### N
- Naomi Long (* 1971), nordirische Politikerin
- Naz Mitrou-Long (* 1993), kanadischer Basketballspieler
- Nia Long (* 1970), US-amerikanische Schauspielerin
- Nick Long Jr. († 1949), US-amerikanischer Tänzer und Schauspieler

### O
- Olivier Long (1915–2003), Schweizer Botschafter und Generaldirektor des Allgemeinen Zoll- und Handelsabkommens
- Ong Long († 1767), laotischer König von Vientiane
- Oren E. Long (1889–1965), US-amerikanischer Politiker

### P
- Pamela O. Long (* 1943), US-amerikanische Wissenschaftshistorikerin
- Patrick Long (* 1981), US-amerikanischer Autorennfahrer
- Philip Long (Schwimmer) (* 1948), US-amerikanischer Schwimmer
- Philip Long (Pokerspieler) (* 1988 oder 1989), britischer Pokerspieler
- Pierse Long (1739–1789), US-amerikanischer Politiker

### Q
- Long Qingquan (* 1990), chinesischer Gewichtheber

### R
- R. L. Long (Robert Lindley Long; 1852–1928), US-amerikanischer Lehrer, Schuldirektor, Richter und Politiker
- Rebecca Long-Bailey (* 1979), britische Politikerin, Abgeordnete im Unterhaus
- Richard Long (* 1945), englischer Künstler
- Richard Long (Schauspieler) (1927–1974), US-amerikanischer Schauspieler
- Richard A. Long († 2013), US-amerikanischer Historiker und Autor
- Rikard Long (1889–1977), färöischer Dichter
- Robert Long (Musiker) (1943–2006), niederländischer Liedermacher
- Robert Joe Long (1953–2019), US-amerikanischer Serienmörder
- Robert L. J. Long (1920–2002), US-amerikanischer Admiral der US Navy
- Rose McConnell Long (1892–1970), US-amerikanische Politikerin
- Russell B. Long (1918–2003), US-amerikanischer Politiker

### S
- Sam Long (* 1995), US-amerikanischer Triathlet
- Sean Long (Rugbyspieler) (* 1976), englischer Rugby-League-Spieler
- Sean Long (Fußballspieler) (* 1995), irischer Fußballspieler
- Shane Long (* 1987), irischer Fußballspieler
- Shelley Long (* 1949), US-amerikanische Schauspielerin
- Shorty Long (1940–1969), US-amerikanischer Sänger
- Speedy O. Long (1928–2006), US-amerikanischer Politiker
- Stephen Harriman Long (1784–1864), US-amerikanischer Entdecker, Geograph und Eisenbahningenieur
- Stuart Long (1963–2014), amerikanischer Boxer und katholischer Priester
- Susan Long (Skilangläuferin) (* 1960), US-amerikanische Skilangläuferin
- Susan Long (Journalistin), Beteiligte im Skandal um die National Kidney Foundation Singapore
- Susan Long, Nebencharakter in der Zeichentrickserie American Dragon
- Sydney Long (1871–1955), australischer Maler und Radierer

### T
- Tania Long (1913–1998), US-amerikanische Journalistin
- Thanh Long (Dichter) (1889–1977), färöischer Dichter und Literaturkritiker
- Thelma Coyne Long (1918–2015), australische Tennisspielerin
- Theodore Long (* 1947), US-amerikanischer Wrestling-Darsteller, Manager und Ringrichter
- Tod Long (* 1970), US-amerikanischer Sprinter
- Tom Long (1968–2020), australischer Schauspieler

### V
- Vincent Long Van Nguyen (* 1961), australischer Geistlicher, Weihbischof in Melbourne

### W
- Walter Long (Politiker, † 1610) (um 1560–1610), englischer Grundbesitzer, Offizier und Politiker
- Walter Long, 1. Viscount Long (1854–1924), britischer Politiker
- Walter Long (Schauspieler) (1879–1952), US-amerikanischer Schauspieler
- Walter Long, 2. Viscount Long (1911–1944), britischer Offizier
- William Long (1922–2008), nordirischer Politiker
- William Camielle Long (1935–2010), US-amerikanischer Ruderer und Olympiateilnehmer
- William Hollis Long II (* 1955), US-amerikanischer Politiker
- William Stuart Long, Pseudonym von Vivian Stuart (1914–1986), britische Autorin

### Y
- Long Yiming (* 1948), chinesischer Mathematiker
- Long Ying (* 1985), Badmintonspielerin aus Macao

### Z
- Long Zehuang (* 1996), chinesischer Snookerspieler